# مولودية بلدية البويرة
مولودية بلدية البويرة، هو فريق كرة قدم من مدينة البويرة تأسس سنة 1947، وألوانه هي الأحمر والأخضر. و هو محبوب الولاية و عشاقه يسمونهم المامية

## وصف
تلعب مولودية بلدية البويرة في ملعب البويرة وكذلك في الملعب الأولمبي للبويرة [الفرنسية]، ويُعتبر عميد الأندية في ولاية البويرة.

## وصلات خارجية
- وزارة الشباب والرياضة الجزائرية
- موقع ولاية البويرة